# Мей Яочень
Мей Яочень (梅尧臣, 1002 —1060) — китайський поет та державний службовець часів династії Сун.

## Життєпис
Народився 1002 року у м. Сюаньчен у сучасній провінцій Аньхой. Походив з родини дрібних чиновників. Отримав непогану освіту. У 13 років став складати вірші. Втім тривалий час не міг зробити гідної кар'єри, незважаючи на шлюб з аристократкою. У 1031 році намагався скласти імператорський іспит, проте невдало. З 1032 року служить в адміністрації м. Лоян. У 1044 році направляється як службовець при губернаторі області (на території сучасної провінції Хенань). Лише у 1051 році отримав вищу вчену ступінь цзіньши. Після цього займав низьку посад в імператорській канцелярії. Це вдалося досягти завдяки допомозі свого друга й шанувальника Оуян Сю. У 1057 році увійшов до академії Ханьлінь. Помер у 1060 році у столиці імперії Кайфені.

## Творчість
Був переконаним прихильником оновлення літератури та одним з найзначніших поетів селянської теми, продовжувачем громадянської поезії Бо Цзюй-і. Він рішучіше інших своїх сучасників розширяв межи традиційної тематики і прагнув до спрощення поетичної мови — навіть якщо це й призводило до прозаїзації. Зразком його громадянської лірики може служити вірш «Гончар», де використаний один з найпоширеніших мотивів китайської поезії — жебрак—трудівник позбавлений можливості користуватися плодами своєї праці, які присвоює багатий нероба. А вірш «Розповідь селянина» створено на підставі справжньої розповіді сільського жителя щодо сільських справ — побори і податки, голод і рекрутчина згідно з новим імператорським указом. Не дивно, що поезія Мей Яоченя мала значний вплив на багатьох сунських поетів. Усього в доробку Мея близько 3000 віршів, які написані у жанрі ши. Більшість з них були об'єднані у збірку творів Мей Яоченя з 60 томів-цзюней.
Також Сей Яочень був значних істориком свого часу. Він склав великий історичний твір «Нова історія Тан».